# Valtra

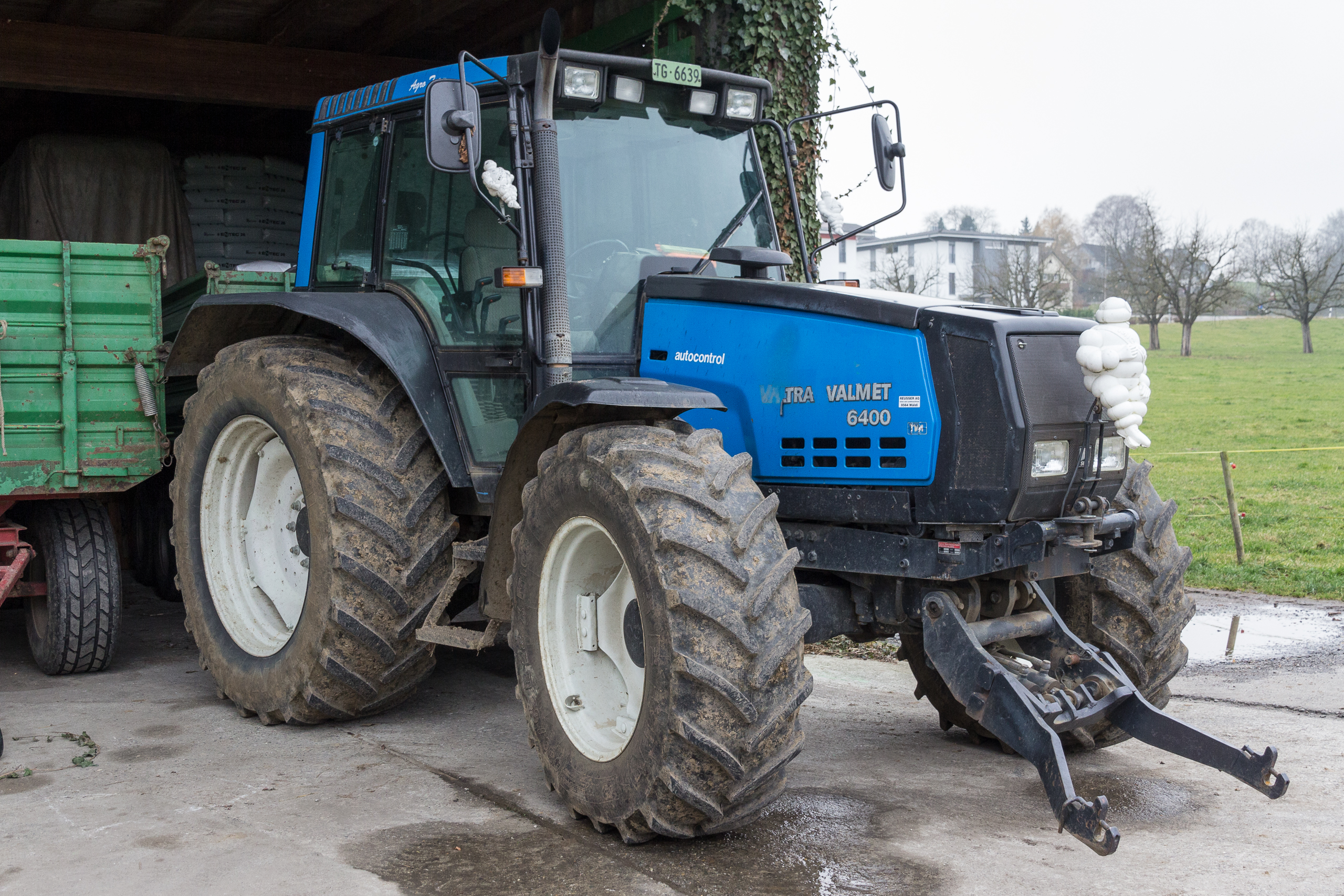
Valtra Valmet 6400

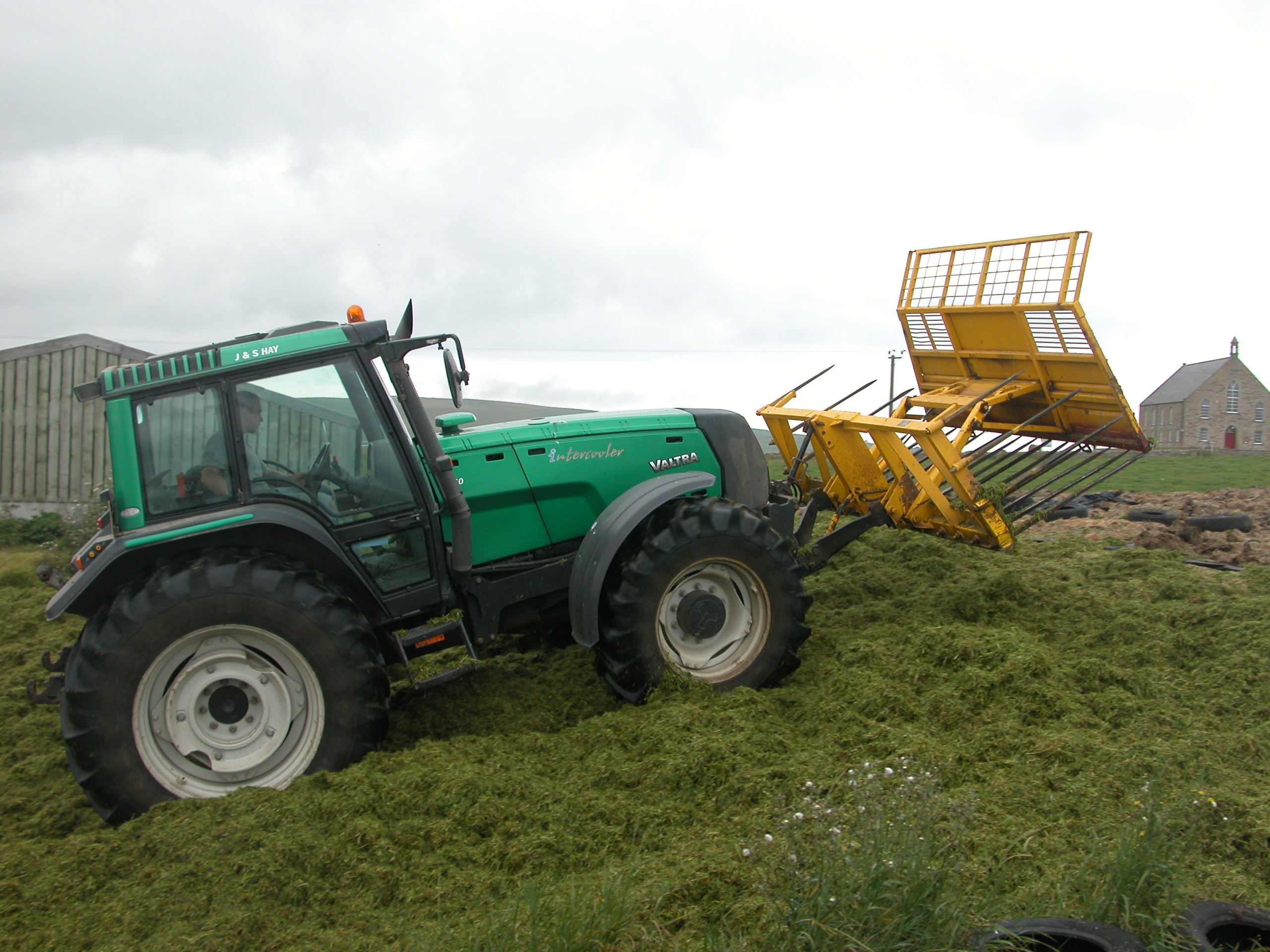
Een Valtra 8950

Valtra is een fabrikant van tractoren en landbouwmachines en maakt deel uit van AGCO. Valtra-tractoren worden geproduceerd in Suolahti, Finland en Mogi das Cruzes, Brazilië. De producten van Valtra op de Braziliaanse markt omvatten ook maaidorsers, suikerrietoogstmachines, zelfrijdende sproeiers en zaaimachines.

## Geschiedenis
De wortels van Valtra zijn terug te herleiden naar de Finse Staats Geweerfabriek opgericht in Jyväskylä in 1928 en de Finse Staats Artilleriefabriek, die in 1939 van Helsinki naar Jyväskylä verhuisde. Na de Tweede Wereldoorlog werden de voormalige defensieve wapenfabrieken van de Finse staat gecombineerd onder een nieuwe organisatie, de Staats Metaalfabriek (Valtion Metallitehtaat), waarvan de naam vervolgens werd afgekort tot Valmet. Deze fabrieken werd omgebouwd om goederen te produceren voor oorlogsherstel en civiel gebruik, hoewel de geweerfabriek ook tot 1992 militaire en civiele wapens bleef produceren. 
De eerste Valmet-tractoren werden geproduceerd in 1951. De prototypes en de eerste tien tractoren waren het resultaat van een samenwerking tussen de artillerie- en geweerfabrieken. De eerste tractoren gebruikten eigenlijk delen van kanonslopen voor hun subframes.
Het eerste commerciële tractormodel was de Valmet 15, het modelnummer geeft het aantal paardenkrachten aan. De tractor werd ontworpen om paarden op kleine Finse boerderijen en in de bossen te vervangen. Het verbeterde Valmet 20-model volgde in 1955.
Het Valmet 33 D-model werd gelanceerd in 1957 met een moderne dieselmotor en de brandstoftank tussen de koppeling en de versnellingsbak, wat een handelsmerk werd van Valmet- en Valtra-tractoren. De beschermde positie van de brandstoftank maakte hem ook bijzonder geschikt voor bosbouwwerkzaamheden. De cilinderinhoud van de driecilinder Valmet 309 D-motor was 2,7 liter en produceerde 37 pk (28 kW). De motor was erg modern voor zijn tijd. Het had uitstekende koude starteigenschappen en was voorzien van vloeibare motorkoeling, natte cilindervoeringen en directe injectie.

### Verhuizing fabriek
Trekkercabines werden in de jaren zestig meer en meer standaard, vooral op de Scandinavische markt, vanwege strengere veiligheidsvoorschriften en comfortvereisten. De oorspronkelijke Valmet-fabriek in Tourula, Finland, kon vanwege het lage plafond geen tractoren met cabines assembleren en het fabrieksterrein bij het groeiende centrum van Jyväskylä begon te klein te worden. Daarom verhuisde de tractorproductie in 1969 naar Suolahti, waar de Finse staat een industrieel terrein bezat. De productie van transmissies volgde in 1975 na de bouw van een nieuwe fabriek op hetzelfde terrein. Marketing- en engineeringactiviteiten zijn in 2005 en 2006 naar Suolahti verhuisd.

### Valmet neemt Volvo BM-tractoren over
Valtra vindt zijn oorsprong niet alleen in Valmet, maar ook in Bolinder, Munktell en Volvo. Bolinder-Munktell fuseerde in 1950 met het Zweedse bedrijf Volvo om BM Volvo (later Volvo BM) te vormen. Eind jaren '70 besloot Volvo BM zich te concentreren op bouwmachines en zijn tractor- en bosbouwactiviteiten te verkopen. Valmet was toen al groter dan Volvo BM op de tractormarkt en wilde graag meer investeren in de business. Volvo BM en Valmet hebben in november 1978 een intentieverklaring getekend en de definitieve overeenkomst is op 1 oktober 1979 ondertekend.
De werkzaamheden voor het ontwerpen van een nieuw assortiment tractoren, aangeduid als Volvo BM Valmet, begonnen al in januari 1979. Scantrac AB, een joint venture tussen Volvo BM en Valmet, was verantwoordelijk voor de engineering- en marketingactiviteiten, omdat Volvo BM zijn verkoopnetwerk en klanten wilde overdragen aan Valmet. De tractorproductie in de fabriek van Volvo BM in Eskilstuna, Zweden, werd stopgezet en de fabriek schakelde over op de productie van bouwmachines.
De eerste Volvo BM Valmet-modellen werden in mei 1982 onthuld in Zweden. Volvo leverde  tussen 1982 en 1991 de cabines en transmissiecomponenten aan alle 505-905-serie trekkers. Na overname van Volvo BM's tractoractiviteiten werd Valmet het grootste tractormerk in Noord-Europa, naast dat het toen al marktleider in Finland en een van de populairste merken in Brazilië was.

## Eigenaar
Toen Valmet werd opgericht in 1945, was een volledig staatsbedrijf. In 1994 werden Finse staatsbedrijven gereorganiseerd en de tractoractiviteiten van Valmet werden overgedragen aan een joint venture met Sisu-vrachtwagens die het merk Sisu-Valmet creëerden. In 1997 werd Sisu, inclusief zijn tractoractiviteiten, overgenomen door Partek. Eind 1999 bezat de Finse staat 30 procent van Partek. In 1998 werd de merknaam gewijzigd van Valmet in de overgangsnaam ValtraValmet. Tijdens de verschillende reorganisaties binnen het bedrijf begin jaren 90, was het bedrijf steeds verder van zijn oorsprong komen af te staan. Er werd overeengekomen dat de naam Valmet mocht blijven gebruikt worden tot 2001, waarna de merknaam veranderd moest worden. In de jaren '60 en '70 werkte het bedrijf al samen met aftermarket-leveranciers om een volledig assortiment goedgekeurde aanbouwdelen voor Valmet-tractoren aan te bieden. Alle uitrustingsstukken die door Valmet waren getest en goedgekeurd voor het gebruik op de tractoren, konden worden verkocht onder de gezamenlijke merknaam Valtra. Deze naam was te zien op bijvoorbeeld voorladers en graaflaadcombinaties. De regeling was in onbruik geraakt, maar Valmet was nog steeds eigenaar van de naam en had hem zelfs gebruikt op de kniktrekkers van 1996. Op die manier veranderde Valmet in 2001 in Valtra. Een jaar later werd Partek overgenomen door de KONE Corporation, die Partek opsplitste en Valtra en SisuDiesel in 2004 verkocht aan het Amerikaanse AGCO Corporation voor 600 miljoen euro.
Valtra wordt in Nederland gedistribueerd door Mechan in Achterveld.

## Modellen
Het huidige leveringsprogramma van Valtra ziet er momenteel (2024) als volgt uit:

### A Serie (75 - 130 pk)

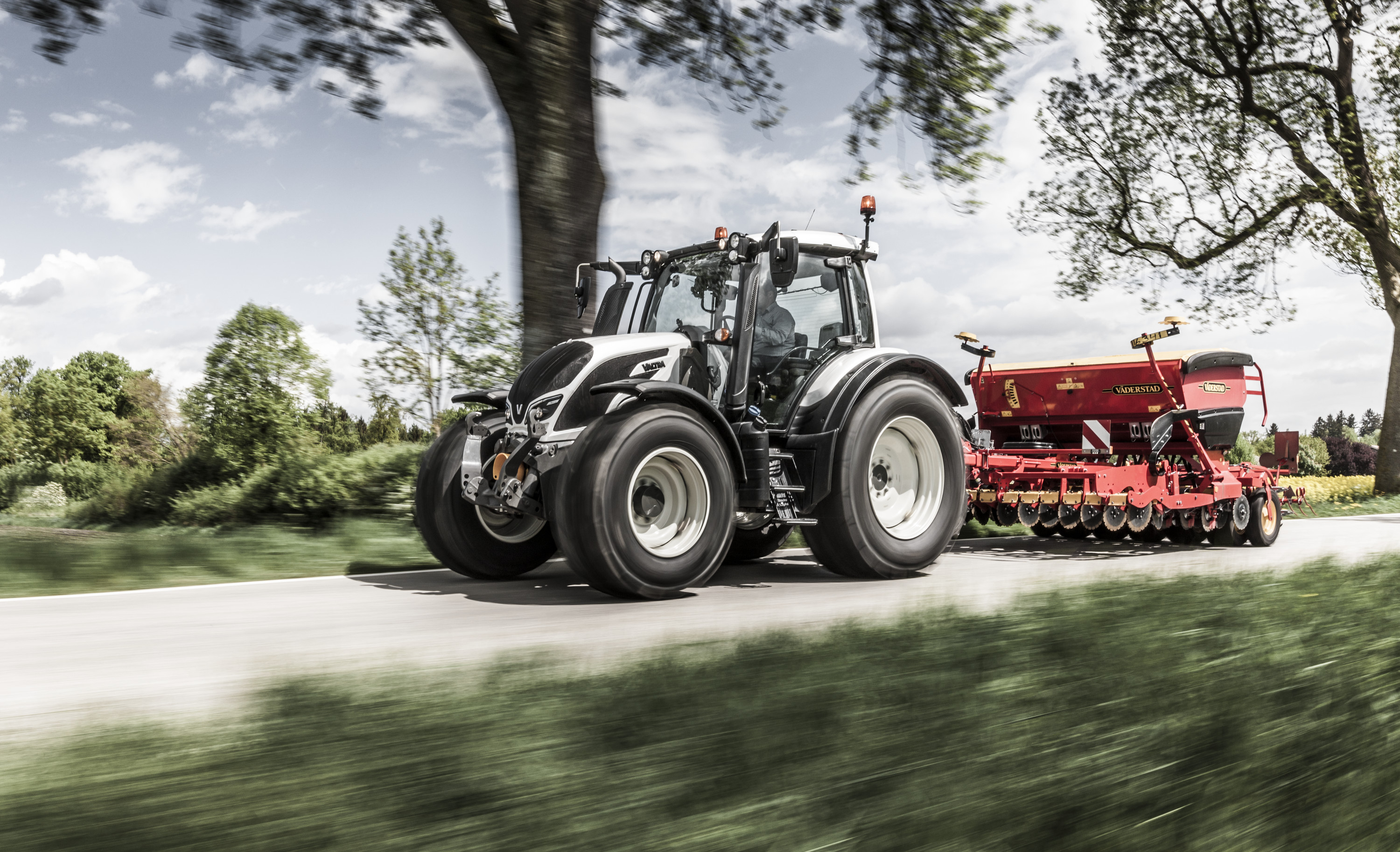
Valtra N Serie

A75    (75 pk / 315 Nm)
A85    (85 pk / 350 Nm)
A95    (95 pk / 355 Nm)
A105  (105 pk / 435 Nm)
A115  (115 pk / 455 Nm)
A125  (125 pk / 520 Nm)
A135  (135 pk / 540 Nm)
G Serie (105 - 145 pk)
G105  (110 pk / 470 Nm) 
G115  (120 pk / 510 Nm) 
G125e (130 pk / 540 Nm) 

G135  (145 pk / 560 Nm) 

### N Serie (135 - 201 pk)

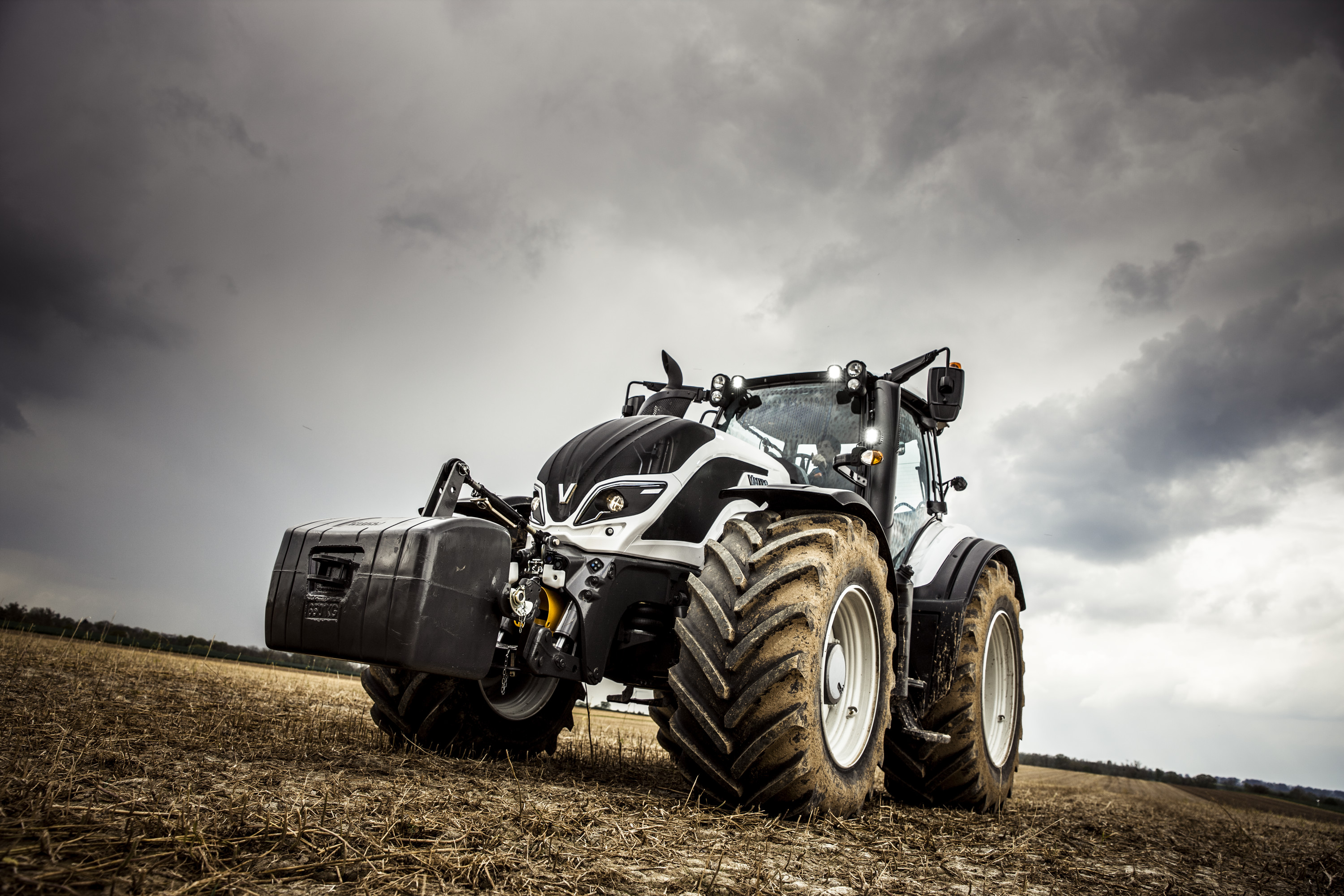
Valtra T Serie

N135   (145 hp / 620 Nm)
N155e (165 hp / 700 Nm)

N175   (201 hp / 800 Nm)

### T Serie (155 - 271 pk)

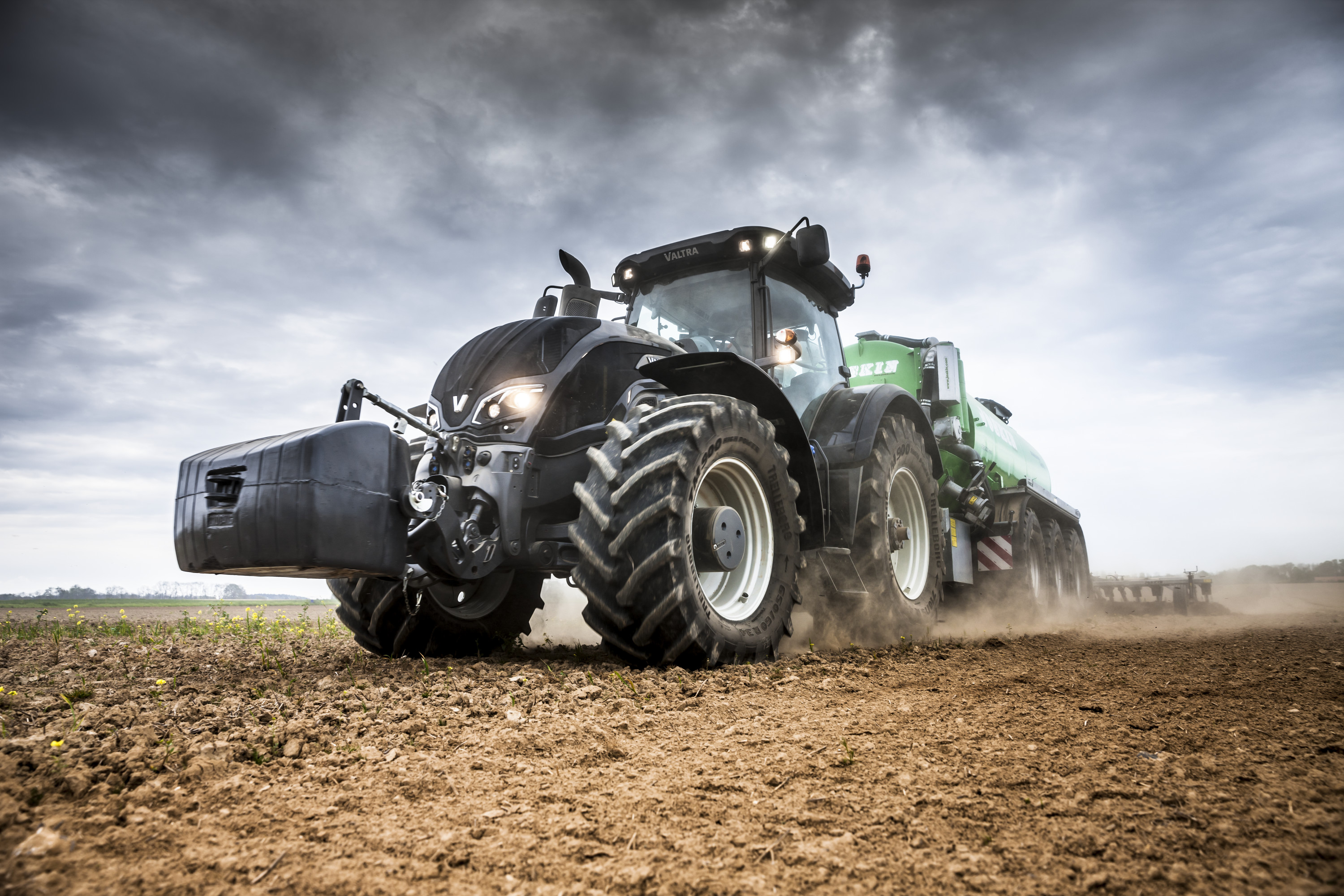
Valtra S Serie

T145   (170 pk / 680 Nm)
T155   (180 pk / 740 Nm)
T175e (190 pk / 900 Nm)
T195   (210 pk / 870 Nm)
T215   (230 pk / 910 Nm)
T235   (235 pk / 1.000 Nm)
T255   (271 pk / 1.000 Nm)
Q Serie (230 - 305 pk)
Q225  (250 pk / 1.100 Nm)
Q245  (265 pk / 1.200 Nm)
Q265  (290 pk / 1.280 Nm)
Q285  (305 pk / 1.280 Nm)

Q305  (305 pk / 1.280 Nm)

### S Serie (280 - 425 pk)
S286  (310 pk / 1.400 Nm)
S316  (340 pk / 1.500 Nm)
S346  (370 pk / 1.600 Nm)
S376  (400 pk / 1.700 Nm)
S396  (420 pk / 1.750 Nm)
S416  (425 pk / 1.750 Nm)
Daarnaast worden er nog enkele andere modellen geproduceerd in en voor Brazilië. Brazilië is het enige land waar AGCO maaidorsers onder de merknaam Valtra op de markt brengt, zij het pas sinds 2007. 
Valtra BL (65-95 pk)
Valtra BM (100-125 pk)
Valtra BH (145-205 pk)
Valtra BT (150-210 pk)
Valtra BC (Maaidorsers)
Valtra BS (Spuiten)

## Kenmerken

### TwinTrac
Een van de unieke kenmerken van Valtra is de TwinTrac-achteruitrijinrichting. Hierbij zitten er aan de achterzijde van de cabine nog een stuur en pedalen. TwinTrac geeft de bestuurder de mogelijkheid zijn stoel 180 graden te draaien om zo de tractor in de andere richting te kunnen besturen. Echt achteruitrijden is het niet, omdat de tractor in beide richtingen dezelfde functionaliteiten heeft. Overigens is een snelheid boven de 20 km/u niet aan te raden in verband met de veiligheid. TwinTrac is vooral handig bij werkzaamheden waarbij veel achterom gekeken dient te worden. Bijvoorbeeld werken met een bosbouwkraan of vlindermaaier.

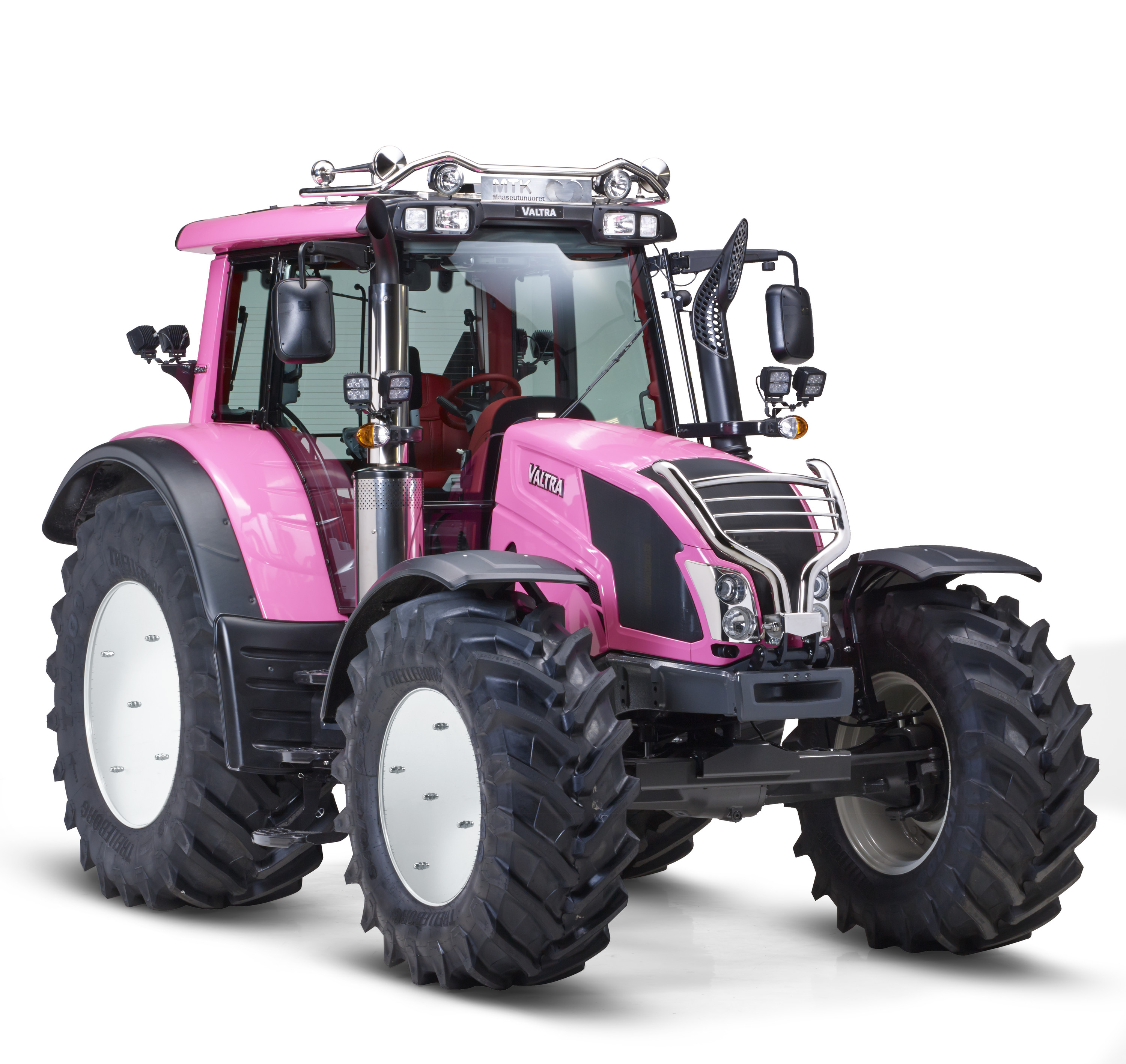
Valtra Unlimited project tbv support Borstkanker onderzoek

### Unlimited
Valtra verkoopt als enige tractormerk zijn modellen in verschillende kleuren. Valtra-tractoren zijn bijvoorbeeld leverbaar in rood, groen en blauw, maar ook oranje en zwart ook verkrijgbaar. In de Unlimited studio kan de individualisatie nog verder worden doorgevoerd. Zo kunnen verschillende kleurpatronen en afbeeldingen - zelfs gedetailleerde foto's - op het oppervlak van de tractoronderdelen wordt afgedrukt. 